# Uschi Amberger
Ursula „Uschi“ Amberger (* 11. November 1940 in Berlin; † 3. Januar 2020 in Rudolstadt) war eine deutsche Chansonnette, Kabarettistin und Diseuse. Uschi Amberger stammte aus einer Berliner Theater- und Musikerfamilie und gehörte fünf Jahrzehnte dem Rudolstädter Theaterensemble an. Sie studierte Operngesang und war zunächst an den Theatern in Stendal, Halberstadt und Magdeburg tätig, ab 1967 in Rudolstadt. Mitte der 1970er Jahre war sie Mitbegründerin der kleinen Spielstätte des Theaters Rudolstadt „Schminkkasten“. Für kurze Zeit war sie als Sängerin freischaffend tätig; Peter P. Pachl holte sie 1992 wieder auf die Bühne des Theaters Rudolstadt zurück. Sie gewann einige Kleinkunstpreise und war national und international engagiert.
Uschi Amberger starb im Januar 2020 im Alter von 79 Jahren in Rudolstadt.